# Talisman Himari
Talisman Himari (jap. おまもりひまり, Omamori Himari) ist ein Franchise von Medien, das auf der gleichnamigen Manga-Reihe von Zeichner Matra Milan basiert. Der Manga wird seit dem Juni 2006 im japanischen Manga-Magazin Monthly Dragon Age veröffentlicht, das von Fujimi Shobō herausgegeben wird. Der Manga wurde sowohl als Light-Novel-Reihe als auch als Anime-Fernsehserie adaptiert.

## Handlung
Vor sieben Jahren verstarben die Eltern von Yūto Amakawa unter nicht genauer benannten Umständen. Seitdem wurde er von seinen Großeltern aufgezogen und wohnt, seit er die Schule besucht, in einer eigenen Wohnung. Dort kümmert sich seine Kindheitsfreundin Rinko Kuzaki um ihn, die ihn mit der Zeit als so etwas wie ihr Eigentum ansieht. Das Einzige, was Yūto von seinen Eltern geblieben ist, ist ein Talisman (ein O-mamori), der ihm von seiner Großmutter überreicht wurde. Dieser sollte ihm Glück bringen.
Wie sich herausstellt, brachte ihm dieser Talisman aber nicht nur Glück, sondern sollte ihn vor den Angriffen böser Geister schützen. An seinem sechzehnten Geburtstag legt sich jedoch dessen Wirkung. Dies ist der Moment, in dem Himari in sein Leben tritt. Himari ist eine Dämonin in Form eines schönen Mädchens, noch dazu ist sie durch einen uralten Pakt an Yutos Familie gebunden. Das bedeutet, dass sie durch den Pakt die Beschützerin des Oberhauptes von den Amakawa ist und deswegen das „Purpurrote Schwert“ genannt wird. Sie ist ein Katzendämon und je nach Situation hat sie Katzenohren und -schwanz (Kemonomimi). Sie schwört, das Leben von Yūto zu beschützen, lässt aber auch keine Situation aus, Yūto zu verführen, aus. Dies ergibt eine Reihe von Problemen. Beispielsweise ist Rinko neidisch und Yūto ist seinerseits gegen Katzen allergisch.

## Entstehung und Veröffentlichungen
Der Manga Omamori Himari wird von Matra Milan geschrieben und gezeichnet. Von Juni 2006 bis September 2013 wurde er im japanischen Manga-Magazin Monthly Dragon Age veröffentlicht, das von Fujimi Shobō herausgegeben wird. Die erste Zusammenfassung als Tankōbon wurde am 1. Februar 2007 veröffentlicht. Seitdem sind 13 Ausgaben veröffentlicht worden.
Außerhalb von Japan wird der Manga in Taiwan von Kadokawa Media, einem Nebenarm von Kadokawa Shoten, veröffentlicht. In den Vereinigten Staaten wurde der Manga von Yen Press lizenziert. Auf Deutsch erscheint der Manga seit Februar 2012 bei Planet Manga mit bisher zwölf Bänden.
- Bd. 1: ISBN 978-4-04-712478-3, 1. Februar 2007
- Bd. 2: ISBN 978-4-04-712508-7, 8. September 2007
- Bd. 3: ISBN 978-4-04-712541-4, 9. April 2008
- Bd. 4: ISBN 978-4-04-712575-9, 8. November 2008
- Bd. 5: ISBN 978-4-04-712598-8, 7. April 2009
- Bd. 6: ISBN 978-4-04-712619-0, 8. Januar 2010 (in limitierter Auflage bereits am 19. Dezember 2009. ISBN 978-4-04-712618-3)

## Adaptionen

### Manga
Ein Ableger des Mangas, im Stile eines Yonkoma, mit dem Titel Omamori Himari: Himaru no Opanchu wird seit der November-Ausgabe 2009 im Monthly Dragon Age veröffentlicht.

### Light Novel
Eine Adaption als Light-Novel-Reihe wird von Kōgetsu Mikazuki geschrieben. Die Illustrationen stammen vom Zeichner des Mangas Matra Milan. Die Buchreihe wird innerhalb des Magazins Dragon Magazine publiziert, das ebenfalls von Fujimi Shobō herausgegeben wird. Seit dem 19. Juli 2008 werden die Geschichten als gebundene Ausgaben veröffentlicht.
- Bd. 1: ISBN 978-4-8291-3315-6, 19. Juli 2008
- Bd. 2: ISBN 978-4-8291-3355-2, 20. November 2008
- Bd. 3: ISBN 978-4-8291-3415-3, 20. Juni 2009
- Bd. 4: ISBN 978-4-8291-3484-9, 20. Januar 2010

### Anime
Das Animationsstudio Zexcs setzte unter Regie von Shinji Ushiro die Handlung des Mangas als Anime-Fernsehserie um. Das Drehbuch wurde von Masaharu Amiya und Masashi Suzuki geschrieben. Das Charakterdesign wurde von Satoshi Isono herausgearbeitet. Die künstlerische Leitung übernahm Naoko Kosakabe. Die musikalische Begleitung stammt von Yukari Hashimoto.
Die erste Folge wurde am 6. Januar 2010 auf TV Kanagawa übertragen. Einige Tage später begannen ebenfalls die Sender BS Nippon Corporation, Chiba TV, Sun TV, Tokyo MX, TV Aichi, TV Saitama und TVQ Kyushu Broadcasting mit der Ausstrahlung der Serie. Zeitgleich zur Erstausstrahlung der Serie wurde die Serie ebenfalls als Streaming-Angebot auf Crunchyroll mit englischen Untertiteln bereitgestellt.

#### Synchronisation
| Rolle              | Japanischer Sprecher (Seiyū) |
| ------------------ | ---------------------------- |
| Himari Noihara     | Ami Koshimizu                |
| Yūto Amakawa       | Daisuke Hirakawa             |
| Lizleat L. Chelsea | Asuka Okame                  |
| Rinko Kuzaki       | Iori Nomizu                  |
| Shizuku            | Kei Shindō                   |
| Kaya               | Mariko Honda                 |
| Sae Kisaragi       | Michiko Neya                 |
| Taizō Masaki       | Tatsuhisa Suzuki             |
| Kuesu Jingūji      | Yuki Matsuoka                |

#### Musik
Musikproduzent war Shun’ichi Uemura von Columbia Music Entertainment. Im Vorspann wurde der Titel Oshichau zo!! (押しちゃうぞっ!!) von AyaRuka verwendet. Der Abspann war mit dem Titel BEAM my BEAM unterlegt, der von Himarinko L. Shizukuesu interpretiert wurde.